# NGC 1398
NGC 1398 je galaksija u zviježđu Kemijska peć.

## Vanjske poveznice
- SEDS: NGC 1398